# UEFA Youth League 2015-2016
La UEFA Youth League 2015-2016  è stata la terza edizione della UEFA Youth League, competizione giovanile europea di calcio organizzata dall'UEFA.
Dopo un periodo di prova di due anni, la UEFA Youth League è diventata una competizione permanente UEFA a partire da questa stagione, con il torneo ampliato da 32 a 64 squadre.
Il torneo è stato vinto dal Chelsea, già campione in carica, che in finale ha battuto 2-1 il Paris Saint-Germain.

## Cambiamenti al formato
Il Comitato Esecutivo UEFA tenuto il 18 settembre 2014 ha approvato le seguenti modifiche alla UEFA Youth League a partire dalla stagione 2015-2016:
- Il torneo sarà ampliato da 32 a 64 squadre. Di queste, 32 comprenderanno le squadre giovanili degli altrettanti club che partecipano alla fase a gironi della UEFA Champions League (che sono state incluse sin dalla prima edizione), mentre le restanti 32 saranno i campioni giovanili nazionali delle prime altrettante federazioni in base al loro ranking UEFA (che saranno inclusi a partire da questa edizione). Federazioni senza un campione giovanile nazionale, così come campioni nazionali già inclusi nel percorso di UEFA Champions League, saranno sostituiti dai campioni giovanili nazionali delle federazioni che occupano una posizione dalla 33ª in giù nel ranking UEFA (a seconda di quanti posti sono vacanti).
- Il nuovo formato della competizione vedrà i due gruppi di squadre competere in percorsi separati fino ai play-off:
  - Nel percorso di UEFA Champions League, le 32 squadre giovanili della UEFA Champions League manterranno il formato della fase a gironi e il calendario che corrisponde alla fase a gironi della sopra citata competizione europea per club maggiori. Le otto vincitrici dei gironi si qualificheranno agli ottavi di finale, invece le otto seconde classificate si qualificheranno ai play-off.
  - Nel percorso dei campioni nazionali, i 32 campioni giovanili nazionali giocheranno due turni a eliminazione diretta, che saranno strutturati in gare di andata e ritorno (le formazioni che giocheranno in casa e in trasferta saranno stabilite dal sorteggio). Le otto squadre vincitrici di questo percorso si qualificheranno ai play-off.
  - Nei play-off, i campioni giovanili nazionali giocheranno una singola partita in casa contro la seconda classificata del percorso della UEFA Champions League. Le otto squadre vincitrici si qualificheranno agli ottavi di finale.
  - Negli ottavi di finale, le vincitrici dei gironi nel percorso della UEFA Champions League giocheranno una partita contro i vincitori dei play-off (la squadra di casa sarà determinata per sorteggio).
  - Nei quarti di finale, semifinali e finale, le squadre giocheranno tra di loro in una singola partita (nei quarti di finale la squadra di casa sarà determinata per sorteggio, mentre le semifinali e la finale saranno giocate in campo neutro).
- Al percorso campioni nazionali e ai play-off non possono affrontarsi squadre della stessa federazione; potranno, invece, affrontarsi agli ottavi di finale (dove, tuttavia, non potranno sfidarsi squadre che si sono già affrontate ai gironi). Dai quarti di finale in poi il sorteggio sarà totalmente libero.
- Il limite di età Under-19, sarà mantenuto, ma i club potranno includere un massimo di tre giocatori Under-20 nell'elenco dei 40 giocatori per la competizione, per alleviare l'onere per i giocatori che hanno doveri scolastici.

## Squadre
Alla competizione partecipano 64 squadre:
- Le squadre giovanili dei 32 club che partecipano alla fase a gironi della UEFA Champions League 2015-16 entrano nel percorso della UEFA Champions League.
- I campioni nazionali giovanili delle prime 32 federazioni, secondo i loro coefficienti UEFA nazionali del 2014 entrano nel percorso dei campioni nazionali (federazioni senza un campione giovanile nazionale, così come campioni nazionali già inclusi nel percorso di UEFA Champions League, sono sostituiti dai campioni giovanili nazionali delle successive federazioni nel ranking UEFA).[7][8]

## Calciatori partecipanti
I giocatori devono essere nati a partire dal 1º gennaio 1997, con un massimo di tre giocatori nati tra il 1 gennaio 1996 e il 31 dicembre 1996.

## Date dei turni e dei sorteggi
Il calendario della competizione è il seguente (tutti i sorteggi si svolgeranno presso la sede UEFA di Nyon, in Svizzera, salvo diversa indicazione).

| Fase                                 | Turno            | Sorteggio                | Andata                                   | Ritorno                                  |
| ------------------------------------ | ---------------- | ------------------------ | ---------------------------------------- | ---------------------------------------- |
| Percorso della UEFA Champions League | Prima giornata   | 27 agosto 2015 (Monaco)  | 15–16 settembre 2015                     | 15–16 settembre 2015                     |
| Percorso della UEFA Champions League | Seconda giornata | 27 agosto 2015 (Monaco)  | 29–30 settembre 2015                     | 29–30 settembre 2015                     |
| Percorso della UEFA Champions League | Terza giornata   | 27 agosto 2015 (Monaco)  | 20–21 ottobre 2015                       | 20–21 ottobre 2015                       |
| Percorso della UEFA Champions League | Quarta giornata  | 27 agosto 2015 (Monaco)  | 3–4 novembre 2015                        | 3–4 novembre 2015                        |
| Percorso della UEFA Champions League | Quinta giornata  | 27 agosto 2015 (Monaco)  | 24–25 novembre 2015                      | 24–25 novembre 2015                      |
| Percorso della UEFA Champions League | Sesta giornata   | 27 agosto 2015 (Monaco)  | 8–9 dicembre 2015                        | 8–9 dicembre 2015                        |
| Percorso dei Campioni nazionali      | Primo turno      | 1º settembre 2015 (Nyon) | 29–30 settembre 2015                     | 20–21 ottobre 2015                       |
| Percorso dei Campioni nazionali      | Secondo turno    | 1º settembre 2015 (Nyon) | 3–4 novembre 2015                        | 24–25 novembre 2015                      |
| Fase ad eliminazione diretta         | Play-off         | 14 dicembre 2015         | 9–10 febbraio 2016                       | 9–10 febbraio 2016                       |
| Fase ad eliminazione diretta         | Ottavi di finale | 15 febbraio 2016         | 22–23 febbraio 2016                      | 22–23 febbraio 2016                      |
| Fase ad eliminazione diretta         | Quarti di finale | 15 febbraio 2016         | 8–9 marzo 2016                           | 8–9 marzo 2016                           |
| Fase ad eliminazione diretta         | Semifinali       | 15 febbraio 2016         | 15 aprile 2016 al Colovray Stadium, Nyon | 15 aprile 2016 al Colovray Stadium, Nyon |
| Fase ad eliminazione diretta         | Finale           | 15 febbraio 2016         | 18 April 2016 al Colovray Stadium, Nyon  | 18 April 2016 al Colovray Stadium, Nyon  |

- Per la fase a gironi del percorso della UEFA Champions League, in linea di principio le squadre giocano le loro partite di martedì e mercoledì, lo stesso giorno in cui le corrispondenti squadre senior in UEFA Champions League; tuttavia partite possono anche essere giocate in altre date, tra il lunedì e il giovedì.
- Per il percorso dei campioni nazionali il primo e il secondo turno, in linea di principio le partite si giocano il mercoledì; tuttavia le partite possono anche essere giocathe in altre date, tra il lunedì, martedì e giovedì.
- Per i play-off, gli ottavi di finale e i quarti di finale, in linea di principio le partite si giocano il martedì e il mercoledì; tuttavia le partite possono anche essere giocate in altre date, a condizione che siano completate prima delle seguenti date:
  - Play-off: 12 febbraio 2016
  - Ottavi di finale: 26 febbraio 2016
  - Quarti di finale: 18 marzo 2016

## Percorso "UEFA Champions League"

### Gruppo A
| Squadra             | Pt | G | V | N | P | GF | GS | DG  |
| ------------------- | -- | - | - | - | - | -- | -- | --- |
| Paris Saint-Germain | 13 | 6 | 4 | 1 | 1 | 16 | 6  | +10 |
| Real Madrid         | 12 | 6 | 4 | 0 | 2 | 16 | 7  | +9  |
| Malmö FF            | 5  | 6 | 1 | 2 | 3 | 7  | 14 | -7  |
| Šachtar             | 4  | 6 | 1 | 1 | 4 | 13 | 25 | -12 |

| Squadra 1           | Risultato   | Squadra 2           |
| 1ª giornata         | 1ª giornata | 1ª giornata         |
| ------------------- | ----------- | ------------------- |
| Paris Saint-Germain | 0 - 0       | Malmö FF            |
| Real Madrid         | 4 - 0       | Šachtar             |
| 2ª giornata         |             |                     |
| Malmö FF            | 1 - 0       | Real Madrid         |
| Šachtar             | 1 - 4       | Paris Saint-Germain |
| 3ª giornata         |             |                     |
| Malmö FF            | 5 - 5       | Šachtar             |
| Paris Saint-Germain | 4 - 1       | Real Madrid         |
| 4ª giornata         |             |                     |
| Real Madrid         | 2 - 0       | Paris Saint-Germain |
| Šachtar             | 3 - 1       | Malmö FF            |
| 5ª giornata         |             |                     |
| Malmö FF            | 0 - 3       | Paris Saint-Germain |
| Šachtar             | 2 - 6       | Real Madrid         |
| 6ª giornata         |             |                     |
| Paris Saint-Germain | 5 - 2       | Šachtar             |
| Real Madrid         | 3 - 0       | Malmö FF            |

### Gruppo B
| Squadra        | Pt | G | V | N | P | GF | GS | DG |
| -------------- | -- | - | - | - | - | -- | -- | -- |
| PSV            | 10 | 6 | 3 | 1 | 2 | 10 | 9  | +1 |
| CSKA Mosca     | 8  | 6 | 2 | 2 | 2 | 10 | 6  | +4 |
| Manchester Utd | 8  | 6 | 2 | 2 | 2 | 6  | 10 | -4 |
| Wolfsburg      | 7  | 6 | 2 | 1 | 3 | 10 | 11 | -1 |

| Squadra 1      | Risultato   | Squadra 2      |
| 1ª giornata    | 1ª giornata | 1ª giornata    |
| -------------- | ----------- | -------------- |
| PSV            | 0 - 3       | Manchester Utd |
| Wolfsburg      | 2 - 4       | CSKA Mosca     |
| 2ª giornata    |             |                |
| CSKA Mosca     | 0 - 0       | PSV            |
| Manchester Utd | 1 - 1       | Wolfsburg      |
| 3ª giornata    |             |                |
| CSKA Mosca     | 4 - 0       | Manchester Utd |
| Wolfsburg      | 4 - 1       | PSV            |
| 4ª giornata    |             |                |
| Manchester Utd | 0 - 0       | CSKA Mosca     |
| PSV            | 2 - 1       | Wolfsburg      |
| 5ª giornata    |             |                |
| CSKA Mosca     | 1 - 2       | Wolfsburg      |
| Manchester Utd | 0 - 5       | PSV            |
| 6ª giornata    |             |                |
| Wolfsburg      | 0 - 2       | Manchester Utd |
| PSV            | 2 - 1       | CSKA Mosca     |

### Gruppo C
| Squadra         | Pt | G | V | N | P | GF | GS | DG  |
| --------------- | -- | - | - | - | - | -- | -- | --- |
| Benfica         | 16 | 6 | 5 | 1 | 0 | 29 | 3  | +26 |
| Atlético Madrid | 13 | 6 | 4 | 1 | 1 | 25 | 5  | +20 |
| Galatasaray     | 6  | 6 | 2 | 0 | 4 | 8  | 20 | -12 |
| Astana          | 0  | 6 | 0 | 0 | 6 | 1  | 35 | -34 |

| Squadra 1       | Risultato   | Squadra 2       |
| 1ª giornata     | 1ª giornata | 1ª giornata     |
| --------------- | ----------- | --------------- |
| Galatasaray     | 1 - 3       | Atlético Madrid |
| Benfica         | 8 - 0       | Astana          |
| 2ª giornata     |             |                 |
| Astana          | 0 - 3       | Galatasaray     |
| Atlético Madrid | 1 - 2       | Benfica         |
| 3ª giornata     |             |                 |
| Atlético Madrid | 7 - 1       | Astana          |
| Galatasaray     | 1 - 11      | Benfica         |
| 4ª giornata     |             |                 |
| Astana          | 0 - 9       | Atlético Madrid |
| Benfica         | 2 - 0       | Galatasaray     |
| 5ª giornata     |             |                 |
| Astana          | 0 - 5       | Benfica         |
| Atlético Madrid | 4 - 0       | Galatasaray     |
| 6ª giornata     |             |                 |
| Galatasaray     | 3 - 0       | Astana          |
| Benfica         | 1 - 1       | Atlético Madrid |

### Gruppo D
| Squadra             | Pt | G | V | N | P | GF | GS | DG |
| ------------------- | -- | - | - | - | - | -- | -- | -- |
| Manchester City     | 11 | 6 | 3 | 2 | 1 | 11 | 6  | +5 |
| Siviglia            | 11 | 6 | 3 | 2 | 1 | 9  | 7  | +2 |
| Juventus            | 6  | 6 | 2 | 0 | 4 | 7  | 11 | -4 |
| Borussia M'gladbach | 5  | 6 | 1 | 2 | 3 | 10 | 13 | -3 |

| Squadra 1           | Risultato   | Squadra 2           |
| 1ª giornata         | 1ª giornata | 1ª giornata         |
| ------------------- | ----------- | ------------------- |
| Siviglia            | 4 - 2       | Borussia M'gladbach |
| Manchester City     | 4 - 1       | Juventus            |
| 2ª giornata         |             |                     |
| Borussia M'gladbach | 1 - 2       | Manchester City     |
| Juventus            | 0 - 1       | Siviglia            |
| 3ª giornata         |             |                     |
| Juventus            | 2 - 1       | Borussia M'gladbach |
| Manchester City     | 1 - 1       | Siviglia            |
| 4ª giornata         |             |                     |
| Borussia M'gladbach | 3 - 2       | Juventus            |
| Siviglia            | 0 - 2       | Manchester City     |
| 5ª giornata         |             |                     |
| Juventus            | 2 - 1       | Manchester City     |
| Borussia M'gladbach | 2 - 2       | Siviglia            |
| 6ª giornata         |             |                     |
| Manchester City     | 1 - 1       | Borussia M'gladbach |
| Siviglia            | 1 - 0       | Juventus            |

### Gruppo E
| Squadra          | Pt | G | V | N | P | GF | GS | DG |
| ---------------- | -- | - | - | - | - | -- | -- | -- |
| Barcellona       | 12 | 6 | 3 | 3 | 0 | 10 | 4  | +6 |
| Roma             | 9  | 6 | 2 | 3 | 1 | 12 | 6  | +6 |
| Bayer Leverkusen | 8  | 6 | 2 | 2 | 2 | 6  | 9  | -3 |
| BATĖ Borisov     | 2  | 6 | 0 | 2 | 4 | 1  | 10 | -9 |

| Squadra 1        | Risultato   | Squadra 2        |
| 1ª giornata      | 1ª giornata | 1ª giornata      |
| ---------------- | ----------- | ---------------- |
| Bayer Leverkusen | 1 - 0       | BATĖ Borisov     |
| Roma             | 0 - 0       | Barcellona       |
| 2ª giornata      |             |                  |
| BATĖ Borisov     | 0 - 0       | Roma             |
| Barcellona       | 1 - 1       | Bayer Leverkusen |
| 3ª giornata      |             |                  |
| BATĖ Borisov     | 0 - 3       | Barcellona       |
| Bayer Leverkusen | 2 - 1       | Roma             |
| 4ª giornata      |             |                  |
| Roma             | 5 - 1       | Bayer Leverkusen |
| Barcellona       | 2 - 0       | BATĖ Borisov     |
| 5ª giornata      |             |                  |
| BATĖ Borisov     | 1 - 1       | Bayer Leverkusen |
| Barcellona       | 3 - 3       | Roma             |
| 6ª giornata      |             |                  |
| Bayer Leverkusen | 0 - 1       | Barcellona       |
| Roma             | 3 - 0       | BATĖ Borisov     |

### Gruppo F
| Squadra         | Pt | G | V | N | P | GF | GS | DG |
| --------------- | -- | - | - | - | - | -- | -- | -- |
| Dinamo Zagabria | 10 | 6 | 3 | 1 | 2 | 9  | 8  | +1 |
| Arsenal         | 10 | 6 | 3 | 1 | 2 | 9  | 7  | +2 |
| Olympiacos      | 10 | 6 | 3 | 1 | 2 | 9  | 8  | +1 |
| Bayern Monaco   | 4  | 6 | 1 | 1 | 4 | 3  | 7  | -4 |

| Squadra 1       | Risultato   | Squadra 2       |
| 1ª giornata     | 1ª giornata | 1ª giornata     |
| --------------- | ----------- | --------------- |
| Olympiacos      | 1 - 0       | Bayern Monaco   |
| Dinamo Zagabria | 0 - 2       | Arsenal         |
| 2ª giornata     |             |                 |
| Bayern Monaco   | 1 - 2       | Dinamo Zagabria |
| Arsenal         | 3 - 2       | Olympiacos      |
| 3ª giornata     |             |                 |
| Arsenal         | 3 - 0       | Bayern Monaco   |
| Dinamo Zagabria | 2 - 2       | Olympiacos      |
| 4ª giornata     |             |                 |
| Bayern Monaco   | 1 - 1       | Arsenal         |
| Olympiacos      | 1 - 3       | Dinamo Zagabria |
| 5ª giornata     |             |                 |
| Bayern Monaco   | 0 - 1       | Olympiacos      |
| Arsenal         | 1 - 2       | Dinamo Zagabria |
| 6ª giornata     |             |                 |
| Dinamo Zagabria | 0 - 1       | Bayern Monaco   |
| Olympiacos      | 2 - 0       | Arsenal         |

### Gruppo G
| Squadra          | Pt | G | V | N | P | GF | GS | DG  |
| ---------------- | -- | - | - | - | - | -- | -- | --- |
| Chelsea          | 14 | 6 | 4 | 2 | 0 | 15 | 4  | +11 |
| Dinamo Kiev      | 10 | 6 | 3 | 1 | 2 | 7  | 7  | 0   |
| Porto            | 8  | 6 | 2 | 2 | 2 | 8  | 7  | +1  |
| Maccabi Tel Aviv | 1  | 6 | 0 | 1 | 5 | 2  | 14 | -12 |

| Squadra 1        | Risultato   | Squadra 2        |
| 1ª giornata      | 1ª giornata | 1ª giornata      |
| ---------------- | ----------- | ---------------- |
| Dinamo Kiev      | 2 - 1       | Porto            |
| Chelsea          | 3 - 0       | Maccabi Tel Aviv |
| 2ª giornata      |             |                  |
| Maccabi Tel Aviv | 1 - 1       | Dinamo Kiev      |
| Porto            | 3 - 3       | Chelsea          |
| 3ª giornata      |             |                  |
| Dinamo Kiev      | 0 - 2       | Chelsea          |
| Porto            | 2 - 0       | Maccabi Tel Aviv |
| 4ª giornata      |             |                  |
| Maccabi Tel Aviv | 1 - 2       | Porto            |
| Chelsea          | 3 - 1       | Dinamo Kiev      |
| 5ª giornata      |             |                  |
| Porto            | 0 - 1       | Dinamo Kiev      |
| Maccabi Tel Aviv | 0 - 4       | Chelsea          |
| 6ª giornata      |             |                  |
| Dinamo Kiev      | 2 - 0       | Maccabi Tel Aviv |
| Chelsea          | 0 - 0       | Porto            |

### Gruppo H
| Squadra               | Pt | G | V | N | P | GF | GS | DG  |
| --------------------- | -- | - | - | - | - | -- | -- | --- |
| Olympique Lione       | 13 | 6 | 4 | 1 | 1 | 16 | 4  | +12 |
| Valencia              | 13 | 6 | 4 | 1 | 1 | 13 | 3  | +10 |
| Zenit San Pietroburgo | 6  | 6 | 2 | 0 | 4 | 5  | 11 | -6  |
| Gent                  | 3  | 6 | 1 | 0 | 5 | 2  | 18 | -16 |

| Squadra 1             | Risultato   | Squadra 2             |
| 1ª giornata           | 1ª giornata | 1ª giornata           |
| --------------------- | ----------- | --------------------- |
| Gent                  | 0 - 3       | Olympique Lione       |
| Valencia              | 2 - 0       | Zenit San Pietroburgo |
| 2ª giornata           |             |                       |
| Zenit San Pietroburgo | 0 - 1       | Gent                  |
| Olympique Lione       | 1 - 0       | Valencia              |
| 3ª giornata           |             |                       |
| Zenit San Pietroburgo | 3 - 1       | Olympique Lione       |
| Valencia              | 5 - 1       | Gent                  |
| 4ª giornata           |             |                       |
| Gent                  | 0 - 4       | Valencia              |
| Olympique Lione       | 6 - 0       | Zenit San Pietroburgo |
| 5ª giornata           |             |                       |
| Zenit San Pietroburgo | 0 - 1       | Valencia              |
| Olympique Lione       | 4 - 0       | Gent                  |
| 6ª giornata           |             |                       |
| Gent                  | 0 - 2       | Zenit San Pietroburgo |
| Valencia              | 1 - 1       | Olympique Lione       |

## Percorso "Campioni nazionali"

### Primo turno
| Squadra 1     | Totale          | Squadra 2         | Andata | Ritorno |
| ------------- | --------------- | ----------------- | ------ | ------- |
| Minsk         | 3 - 7           | Viitorul Costanza | 2 - 2  | 1 - 5   |
| Senica        | 1 - 2           | Torino            | 0 - 0  | 1 - 2   |
| Villarreal    | 4 - 4 (gfc)     | Servette          | 2 - 3  | 2 - 1   |
| Rad Belgrado  | 1 - 1 (3-2 dtr) | Domžale           | 0 - 1  | 1 - 0   |
| Spartak Mosca | 4 - 0           | Rəvan Baku        | 4 - 0  | 0 - 0   |
| APOEL         | 4 - 9           | Puskás Akadémia   | 3 - 3  | 1 - 6   |
| Aqtöbe        | 0 - 6           | Beşiktaş          | 0 - 2  | 0 - 4   |
| Schalke 04    | 2 - 5           | Ajax              | 2 - 3  | 0 - 2   |
| Příbram       | 4 - 1           | Dacia Chișinău    | 2 - 0  | 2 - 1   |
| HJK           | 1 - 6           | Celtic            | 0 - 5  | 1 - 1   |
| Elfsborg      | 2 - 1           | Stjarnan          | 2 - 0  | 0 - 1   |
| Liteks Loveč  | 2 - 5           | Legia Varsavia    | 1 - 2  | 1 - 3   |
| Salisburgo    | 5 - 2           | Željezničar       | 4 - 0  | 1 - 2   |
| Midtjylland   | 5 - 2           | Saburtalo Tbilisi | 3 - 1  | 2 - 1   |
| Stade Reims   | 5 - 6           | Middlesbrough     | 5 - 3  | 0 - 3   |
| Brann         | 1 - 6           | Anderlecht        | 1 - 1  | 0 - 5   |

### Secondo turno
| Squadra 1       | Totale | Squadra 2         | Andata | Ritorno |
| --------------- | ------ | ----------------- | ------ | ------- |
| Puskás Akadémia | 1 - 3  | Celtic            | 1 - 0  | 0 - 3   |
| Rad Belgrado    | 0 - 1  | Elfsborg          | 0 - 1  | 0 - 0   |
| Servette        | 3 - 4  | Anderlecht        | 1 - 2  | 2 - 2   |
| Middlesbrough   | 6 - 3  | Torino            | 3 - 0  | 3 - 3   |
| Spartak Mosca   | 1 - 5  | Ajax              | 0 - 3  | 1 - 2   |
| Beşiktaş        | 2 - 5  | Salisburgo        | 1 - 0  | 1 - 5   |
| Midtjylland     | 5 - 1  | Legia Varsavia    | 2 - 0  | 3 - 1   |
| Příbram         | 2 - 0  | Viitorul Costanza | 2 - 0  | 0 - 0   |

## Play-off
| Squadra 1     | Risultato       | Squadra 2       |
| ------------- | --------------- | --------------- |
| Middlesbrough | 5 - 0           | Dinamo Kiev     |
| Salisburgo    | 0 - 4           | Roma            |
| Midtjylland   | 4 - 4 (5-4 dtr) | Atlético Madrid |
| Příbram       | 2 - 2 (5-4 dtr) | CSKA Mosca      |
| Elfsborg      | 1 - 3           | Real Madrid     |
| Ajax          | 3 - 1           | Siviglia        |
| Celtic        | 1 - 1 (3-4 dtr) | Valencia        |
| Anderlecht    | 2 - 0           | Arsenal         |

## Fase ad eliminazione diretta

### Tabellone
|  | Ottavi di finale    | Ottavi di finale    | Ottavi di finale    |                     |                     | Quarti di finale    | Quarti di finale | Quarti di finale |  |  | Semifinali | Semifinali | Semifinali |  |  | Finale | Finale | Finale |  |
|  |                     |                     |                     |                     |                     |                     |                  |                  |  |  |            |            |            |  |  |        |        |        |  |
|  | Real Madrid         | Real Madrid         | 3                   |                     |                     |                     |                  |                  |  |  |            |            |            |  |  |        |        |        |  |
|  | Real Madrid         | Real Madrid         | 3                   |                     |                     |                     |                  |                  |  |  |            |            |            |  |  |        |        |        |  |
|  | Manchester City     | Manchester City     | 1                   |                     |                     |                     |                  |                  |  |  |            |            |            |  |  |        |        |        |  |
|  | Manchester City     | Manchester City     | 1                   |                     | Real Madrid         | Real Madrid         | 2                |                  |  |  |            |            |            |  |  |        |        |        |  |
|  |                     |                     |                     |                     | Real Madrid         | Real Madrid         | 2                |                  |  |  |            |            |            |  |  |        |        |        |  |
|  |                     |                     | Benfica             | Benfica             | 0                   |                     |                  |                  |  |  |            |            |            |  |  |        |        |        |  |
|  | Příbram             | Příbram             | Benfica             | Benfica             | 0                   | 1                   |                  |                  |  |  |            |            |            |  |  |        |        |        |  |
|  | Příbram             | Příbram             |                     |                     |                     |                     |                  |                  |  |  |            |            |            |  |  |        |        |        |  |
|  | Benfica             | Benfica             | 2                   |                     |                     |                     |                  |                  |  |  |            |            |            |  |  |        |        |        |  |
|  | Benfica             | Benfica             | 2                   |                     | Real Madrid         | Real Madrid         | 1                |                  |  |  |            |            |            |  |  |        |        |        |  |
|  |                     |                     |                     |                     |                     |                     |                  |                  |  |  |            |            |            |  |  |        |        |        |  |
|  |                     |                     | Paris Saint-Germain | Paris Saint-Germain | 3                   |                     |                  |                  |  |  |            |            |            |  |  |        |        |        |  |
|  | Paris Saint-Germain | Paris Saint-Germain | Paris Saint-Germain | Paris Saint-Germain | 3                   | 3                   |                  |                  |  |  |            |            |            |  |  |        |        |        |  |
|  | Paris Saint-Germain | Paris Saint-Germain |                     |                     |                     |                     |                  |                  |  |  |            |            |            |  |  |        |        |        |  |
|  | Middlesbrough       | Middlesbrough       | 0                   |                     |                     |                     |                  |                  |  |  |            |            |            |  |  |        |        |        |  |
|  | Middlesbrough       | Middlesbrough       | 0                   |                     | Paris Saint-Germain | Paris Saint-Germain | 3                |                  |  |  |            |            |            |  |  |        |        |        |  |
|  |                     |                     |                     |                     | Paris Saint-Germain | Paris Saint-Germain | 3                |                  |  |  |            |            |            |  |  |        |        |        |  |
|  |                     |                     | Roma                | Roma                | 1                   |                     |                  |                  |  |  |            |            |            |  |  |        |        |        |  |
|  | PSV                 | PSV                 | Roma                | Roma                | 1                   | 2 (1)               |                  |                  |  |  |            |            |            |  |  |        |        |        |  |
|  | PSV                 | PSV                 |                     |                     |                     |                     |                  |                  |  |  |            |            |            |  |  |        |        |        |  |
|  | Roma (dtr)          | Roma (dtr)          | 2 (3)               |                     |                     |                     |                  |                  |  |  |            |            |            |  |  |        |        |        |  |
|  | Roma (dtr)          | Roma (dtr)          | 2 (3)               |                     | Paris Saint-Germain | Paris Saint-Germain | 1                |                  |  |  |            |            |            |  |  |        |        |        |  |
|  |                     |                     |                     |                     |                     |                     |                  |                  |  |  |            |            |            |  |  |        |        |        |  |
|  |                     |                     | Chelsea             | Chelsea             | 2                   |                     |                  |                  |  |  |            |            |            |  |  |        |        |        |  |
|  | Chelsea (dtr)       | Chelsea (dtr)       | Chelsea             | Chelsea             | 2                   | 1 (5)               |                  |                  |  |  |            |            |            |  |  |        |        |        |  |
|  | Chelsea (dtr)       | Chelsea (dtr)       |                     |                     |                     |                     |                  |                  |  |  |            |            |            |  |  |        |        |        |  |
|  | Valencia            | Valencia            | 1 (3)               |                     |                     |                     |                  |                  |  |  |            |            |            |  |  |        |        |        |  |
|  | Valencia            | Valencia            | 1 (3)               |                     | Chelsea             | Chelsea             | 1                |                  |  |  |            |            |            |  |  |        |        |        |  |
|  |                     |                     |                     |                     | Chelsea             | Chelsea             | 1                |                  |  |  |            |            |            |  |  |        |        |        |  |
|  |                     |                     | Ajax                | Ajax                | 0                   |                     |                  |                  |  |  |            |            |            |  |  |        |        |        |  |
|  | Olympique Lione     | Olympique Lione     | Ajax                | Ajax                | 0                   | 0                   |                  |                  |  |  |            |            |            |  |  |        |        |        |  |
|  | Olympique Lione     | Olympique Lione     |                     |                     |                     |                     |                  |                  |  |  |            |            |            |  |  |        |        |        |  |
|  | Ajax                | Ajax                | 3                   |                     |                     |                     |                  |                  |  |  |            |            |            |  |  |        |        |        |  |
|  | Ajax                | Ajax                | 3                   |                     | Chelsea             | Chelsea             | 3                |                  |  |  |            |            |            |  |  |        |        |        |  |
|  |                     |                     |                     |                     |                     |                     |                  |                  |  |  |            |            |            |  |  |        |        |        |  |
|  |                     |                     | Anderlecht          | Anderlecht          | 0                   |                     |                  |                  |  |  |            |            |            |  |  |        |        |        |  |
|  | Anderlecht (tav.)   | Anderlecht (tav.)   | Anderlecht          | Anderlecht          | 0                   | 3                   |                  |                  |  |  |            |            |            |  |  |        |        |        |  |
|  | Anderlecht (tav.)   | Anderlecht (tav.)   |                     |                     |                     |                     |                  |                  |  |  |            |            |            |  |  |        |        |        |  |
|  | Dinamo Zagabria     | Dinamo Zagabria     | 0                   |                     |                     |                     |                  |                  |  |  |            |            |            |  |  |        |        |        |  |
|  | Dinamo Zagabria     | Dinamo Zagabria     | 0                   |                     | Anderlecht          | Anderlecht          | 2                |                  |  |  |            |            |            |  |  |        |        |        |  |
|  |                     |                     |                     |                     | Anderlecht          | Anderlecht          | 2                |                  |  |  |            |            |            |  |  |        |        |        |  |
|  |                     |                     | Barcellona          | Barcellona          | 0                   |                     |                  |                  |  |  |            |            |            |  |  |        |        |        |  |
|  | Barcellona          | Barcellona          | Barcellona          | Barcellona          | 0                   | 3                   |                  |                  |  |  |            |            |            |  |  |        |        |        |  |
|  | Barcellona          | Barcellona          |                     |                     |                     |                     |                  |                  |  |  |            |            |            |  |  |        |        |        |  |
|  | Midtjylland         | Midtjylland         | 1                   |                     |                     |                     |                  |                  |  |  |            |            |            |  |  |        |        |        |  |

### Ottavi di finale
| Squadra 1           | Risultato       | Squadra 2       |
| ------------------- | --------------- | --------------- |
| PSV                 | 2 - 2 (1-3 dtr) | Roma            |
| Příbram             | 1 - 1 (3-5 dtr) | Benfica         |
| Anderlecht          | 3 - 0 (tav.)    | Dinamo Zagabria |
| Olympique Lione     | 0 - 3           | Ajax            |
| Chelsea             | 1 - 1 (5-3 dtr) | Valencia        |
| Real Madrid         | 3 - 1           | Manchester City |
| Paris Saint-Germain | 1 - 0           | Middlesbrough   |
| Barcellona          | 3 - 1           | Midtjylland     |

### Quarti di finale
| Squadra 1           | Risultato | Squadra 2  |
| ------------------- | --------- | ---------- |
| Real Madrid         | 2 - 0     | Benfica    |
| Paris Saint-Germain | 3 - 1     | Roma       |
| Chelsea             | 1 - 0     | Ajax       |
| Anderlecht          | 2 - 0     | Barcellona |

### Semifinali
| Squadra 1   | Risultato | Squadra 2           |
| ----------- | --------- | ------------------- |
| Real Madrid | 1 - 3     | Paris Saint-Germain |
| Chelsea     | 3 - 0     | Anderlecht          |

### Finale
| Arbitro: | Daniel Siebert |

|           |           |                       |
| Méïté 58’ | Marcatori | 10’ Tomori 61’ Palmer |